# Трійця (Мазаччо)
«Трійця» (італ. Trinità) — фреска італійського живописця Мазаччо. Створена близько 1427 року. Знаходиться у церкві Санта-Марія-Новелла у Флоренції.
Фреска відома своїм новаторством щодо передачі перспективи, інтегрування зображеної архітектури у реальну і зображення донаторів за масштабом порівнянними зі святими.

## Опис
На фресці зображена Голгофа — розп'ятий Христос, якого підтримує Бог-Отець. В ногах у Розп'яття — саркофаг зі скелетом Адама, над яким напис типу memento mori — «Я був тим же, що і ви, але і ви станете тим же, чим став я».
По боках Розп'яття стоять Діва Марія і св. Іван, трохи нижче донатор (одягнений у плащ і капуччо червоного кольору — одяг «гонфалоньєрів справедливості») і його дружина. Можливе ім'я донатора — Лоренцо Ленці, оскільки він обіймав цю посаду, а біля підніжжя фрески знаходився надгробок його двоюрідного брата Доменіко Ленці. Гіпотезу запропонував Уго Прокаччі, який пізніше від неї відмовився, але тим не менш, ця версія вважається найбільш правдоподібною. Інші кандидати в донатори — фра Лоренцо Кардоні (оскільки він був пріором церкви і спорудив вівтар, який знаходився раніше перед цією фрескою); фра Алессо Строцці (наступник попереднього, версія Л. Берті).

## Збереженість
У XIX столітті верхня частина фрески (до саркофага) була перенесена на вхідну стіну церкви. У 1951 році Уго Прокаччі виявив нижню частину, приховану за пізнішим вівтарем. Верхню частину фрески перенесли назад, вернувши композиції первісний вигляд.

## Галерея

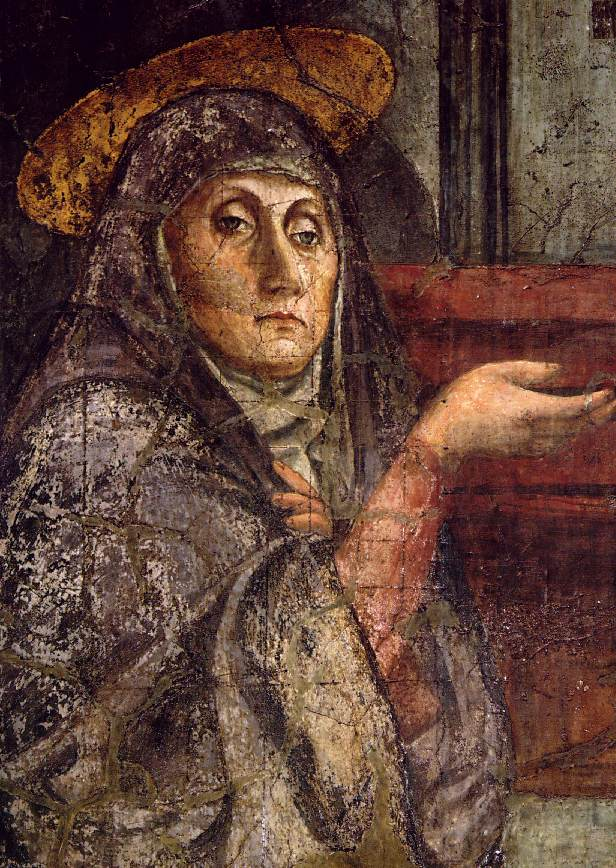
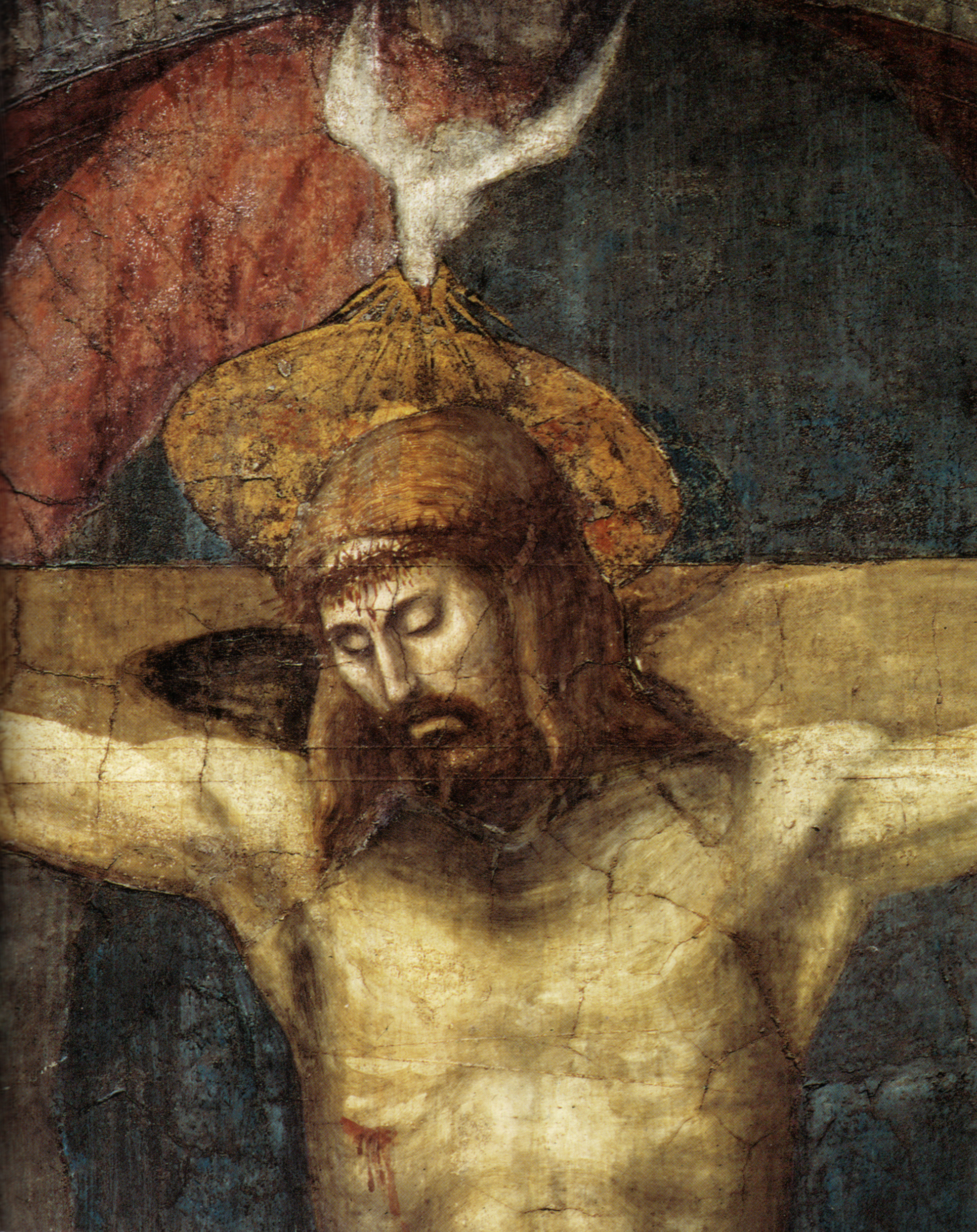
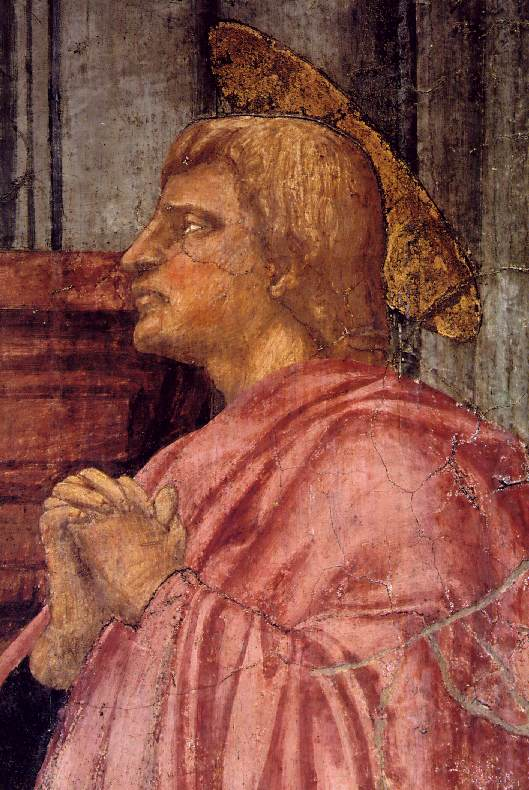